# Achaearanea triangularis
Achaearanea triangularis är en spindelart som beskrevs av Patel 2005. Achaearanea triangularis ingår i släktet Achaearanea och familjen klotspindlar. Inga underarter finns listade i Catalogue of Life.